# Kłobuczek
Kłobuczek (daw. Kłobyczek, niem. Hut Berg) – wzgórze w polskiej części Gór Opawskich, w Sudetach Wschodnich, o wysokości 303 m n.p.m. Położone 2 km na wschód od Trzebiny i 4 km na południowy wschód od Prudnika.
Na wierzchołku wzgórza znajduje się kępa lasu. Na szczycie, który jest północną odnogą Lipowca, znajduje się kamieniołom z małym oczkiem wodnym oraz odsłonięcia skalne. Zachodnim stokiem wzgórza biegnie dobrze zachowany okop z okresu walk o Prudnik w 1945.

## Historia
Kamienisty szczyt uniemożliwiał uprawę ziemi, przez co był najprawdopodobniej zawsze zalesiony. Kępa lasu na Kłobuczku znajduje się na mapie z połowy XVIII wieku, choć jeszcze na początku XX wieku była ona mniejsza od obecnej i porastała jedynie sam wierzchołek. Na mapach z końca XIX wieku wzgórze było zaznaczone pod niemiecką nazwą Hut Berg, czyli Góra Czapka, tak samo jak pobliskie wzniesienie pomiędzy Jarnołtówkiem i Konradowem. Po II wojnie światowej na mapach topograficznych szczyt nosił nazwę Kłobyczek. Ostatecznie, w latach 90. XX wieku przyjęta przez krajoznawców została nazwa Kłobuczek.

## Turystyka
W rejonie Kłobuczka przebiega szlak rowerowy:
- Trasa rowerowa PTTK nr 266-z: Lubrza – Olszynka – Laskowice – Dytmarów-Stacja – Dytmarów – Krzyżkowice – góra Kłobuczek – Trzebina – Prudnik-Las – Trzebina – Skrzypiec – Jasiona – Lubrza